# Interattoma

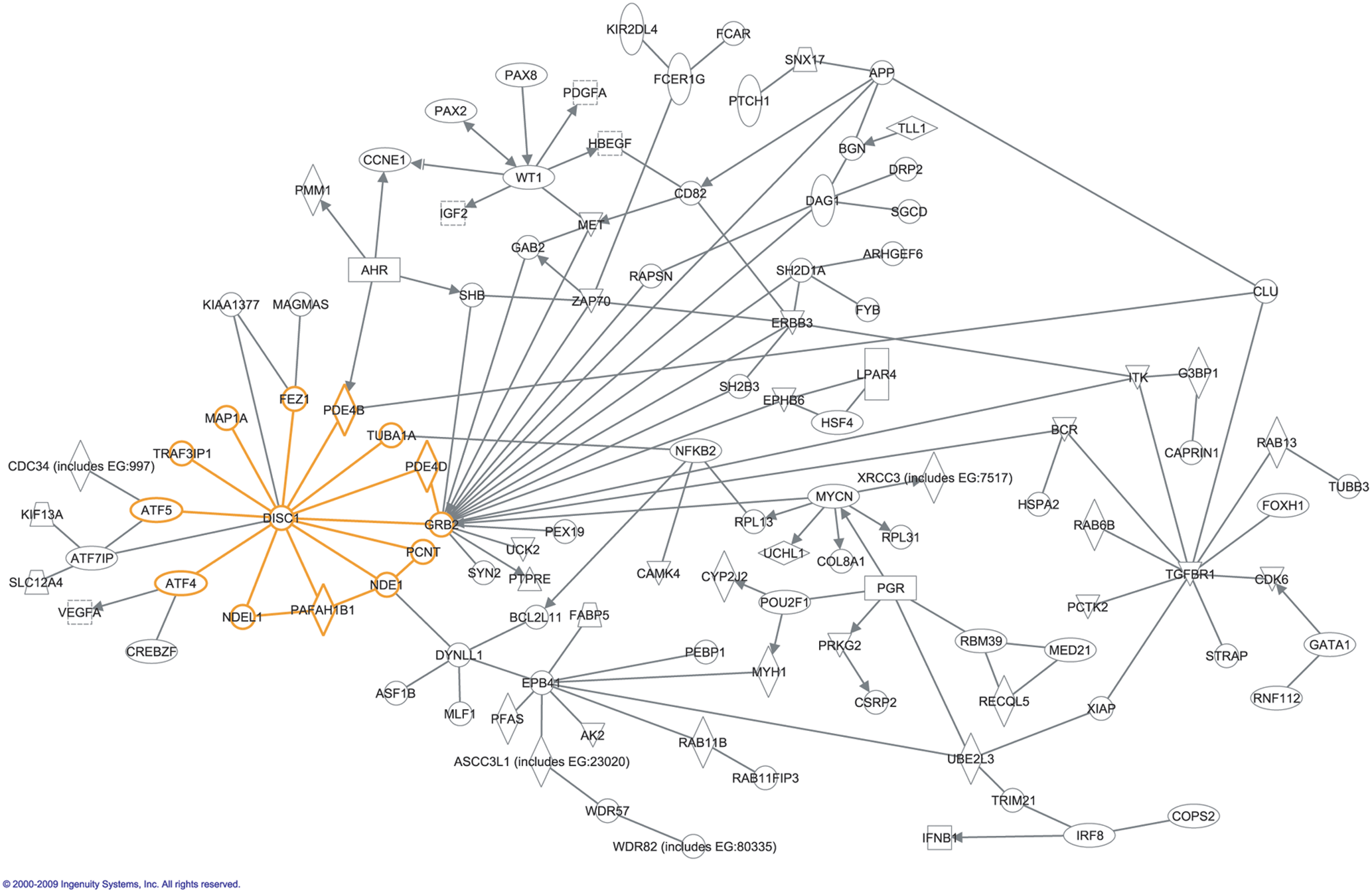
Parte dell'interattoma del DISC1 con i geni rappresentati da testo racchiuso in un quadrato e da interazioni segnate come linee tra i geni.(Da Hennah and Porteous, 2009)

In Biologia molecolare, un interattoma è l'insieme complessivo delle interazioni molecolari in una particolare cellula. Il termine, specificatamente fa riferimento alle interazioni fisiche tra molecole (come tra quelle proteine conosciute come interazioni proteine-proteine) ma descrive anche insiemi di interazioni indirette tra geni (interazioni genetiche). Matematicamente gli interattomi sono mostrati in genere come dei grafi.
La parola "interattoma" fu coniata in origine nel 1999 da un gruppo di scienziati francesi capeggiati da Bernard Jacq.
Sebbene gli interattomi possono essere descritti come reti biologiche non devono essere confuse con altre reti come quelle neurali o la rete alimentare.

### Web server per interattomi
- (EN)  Protinfo PPC predicts the atomic 3D structure of protein complexes. Kittichotirat W, Guerquin M, Bumgarner R, Samudrala R., Protinfo PPC: A web server for atomic level prediction of protein complexes, in Nucleic Acids Research, vol. 37, Web Server issue, 2009,  pp. W519–W525, DOI:10.1093/nar/gkp306, PMC 2703994, PMID 19420059.
- (EN)  IBIS (server) reports, predicts and integrates multiple types of conserved interactions for proteins.

### Strumenti di visualizzazione degli interattomi
- (EN)  GPS-Prot Archiviato il 12 aprile 2023 in Internet Archive. Web-based data visualization for protein interactions
- (EN)  PINV - Protein Interaction Network Visualizer Archiviato il 3 dicembre 2022 in Internet Archive.

### Basi di dati di interattomi
- (EN) database BioGRID
- (EN)  database Bioverse
- (EN)  mentha il browser degli interattomi (Calderone et al., 2013) mentha: a resource for browsing integrated protein-interaction networks. Nature Methods 10: 690–691. doi 10.1038/nmeth.2561.
- (EN) IntAct: Il Molecular Interaction Database, su ebi.ac.uk.
- (EN)  Interactome.org Archiviato il 20 agosto 2008 in Internet Archive. — Un sito dedicato agli interattomi.

| Controllo di autorità | LCCN (EN) sh2022005534 |